# Mistrzostwa Świata w Strzelaniu do Rzutków 1977
Mistrzostwa Świata w Strzelaniu do Rzutków 1977 – trzynaste mistrzostwa świata w strzelaniu tylko do rzutków. Rozegrano je we francuskim mieście Antibes.
Przeprowadzono wówczas cztery konkurencje dla mężczyzn i tyleż samo konkurencji żeńskich. W klasyfikacji medalowej zwyciężyli reprezentanci Włoch.

## Klasyfikacja medalowa
Gospodarze mistrzostw
| Pozycja | Kraj              | Złoto | Srebro | Brąz | Łącznie |
| ------- | ----------------- | ----- | ------ | ---- | ------- |
| 1       | Włochy            | 2     | 0      | 3    | 5       |
| 2       | RFN               | 2     | 0      | 0    | 2       |
| 3       | Stany Zjednoczone | 1     | 4      | 1    | 6       |
| 4       | Hiszpania         | 1     | 1      | 1    | 3       |
| 5       | Dania             | 1     | 0      | 0    | 1       |
| 5       | Kanada            | 1     | 0      | 0    | 1       |
| 7       | Francja           | 0     | 1      | 1    | 2       |
| 7       | Szwecja           | 0     | 1      | 1    | 2       |
| 9       | Argentyna         | 0     | 1      | 0    | 1       |
| 9       | Portugalia        | 0     | 1      | 0    | 1       |

## Wyniki

### Mężczyźni
| Konkurencja      | Złoto                                                                                   | Wynik    | Srebro                                                                          | Wynik    | Brąz                                                                               | Wynik         |
| Skeet            | Benny Seiffert                                                                          | 196 pkt. | Firmo Roberti Anders Karlsson                                                   | 194 pkt. | Nie przyznano                                                                      | Nie przyznano |
| Skeet, drużynowo | Stany Zjednoczone · Joseph Clemmons · Daniel Carlisle · Alger Mullins · Bradley Simmons | 577 pkt. | Francja · Gilbert Beasse · Gerard Crepin · Jean-François Petitpied · Elie Penot | 573 pkt. | Szwecja · Jan-Åke Bengtsson · Anders Karlsson · Mats Land · Lars Erik Olsson       | 571 pkt.      |
| Trap             | Esteban Azcue                                                                           | 197 pkt. | Armando Marques                                                                 | 195 pkt. | Carlo Danna                                                                        | 193 pkt.      |
| Trap, drużynowo  | Włochy · Silvano Basagni · Alberto Carneroli · Carlo Danna · Angelo Giani               | 575 pkt. | Hiszpania · Esteban Azcue · Ricardo Sancho · Ruiz Rumoroso · Eladio Vallduvi    | 572 pkt. | Stany Zjednoczone · Hugh Bowie · Donald Haldeman · Frank Little · James Poindexter | 568 pkt.      |

### Kobiety
| Konkurencja      | Złoto                                                   | Wynik    | Srebro                                                                | Wynik    | Brąz                                                                        | Wynik    |
| Skeet            | Ruth Jordan                                             | 189 pkt. | Ila Hill                                                              | 187 pkt. | Bianca Hansberg                                                             | 183 pkt. |
| Skeet, drużynowo | RFN · Saskia Brixner · Claudia von Kanitz · Ruth Jordan | 410 pkt. | Stany Zjednoczone · Joan Elkins · Eva Funes · Ila Hill                | 406 pkt. | Francja · Jeanne Blot · Odile Bretault · Daniele Lesprit                    | 387 pkt. |
| Trap             | Susan Nattrass                                          | 192 pkt. | Audrey Grosch                                                         | 188 pkt. | Wanda Gentiletti                                                            | 182 pkt. |
| Trap, drużynowo  | Włochy · Bina Avrile · Wanda Gentiletti · Elda Rolandi  | 395 pkt. | Stany Zjednoczone · Audrey Grosch · Loral Delaney · Frances Strodtman | 392 pkt. | Hiszpania · María Carmen García · María Pilar González · María Teresa Muñoz | 384 pkt. |